# Platylepis
Platylepis é um género botânico pertencente à família das orquídeas (Orchidaceae).

## Espécies
1. Platylepis bigibbosa H.Perrier, Bull. Soc. Bot. France 83: 26 (1936).
2. Platylepis glandulosa (Lindl.) Rchb.f., Linnaea 41: 62 (1876).
3. Platylepis grandiflora (Schltr.) Ormerod, Lindleyana 17: 226 (2002).
4. Platylepis margaritifera Schltr., Repert. Spec. Nov. Regni Veg. 15: 328 (1918).
5. Platylepis occulta (Thouars) Rchb.f., Linnaea 41: 62 (1876).
6. Platylepis polyadenia Rchb.f., Flora 68: 537 (1885).
7. Platylepis rufa (Frapp.) Schltr., Beih. Bot. Centralbl. 33(2): 410 (1915).
8. Platylepis viscosa (Rchb.f.) Schltr., Beih. Bot. Centralbl. 33(2): 410 (1915).
9. Platylepis xerostele Ormerod, Oasis Suppl. 3: 18 (2004).